# Johann IV. von Dražice
Johann IV. von Dražice (auch: Johann IV. von Draschitz; tschechisch: Jan IV. z Dražic; * um 1250; † 5. Januar 1343, vermutlich in Prag) war Bischof von Prag. 

## Herkunft und Werdegang
Johann entstammte dem alten mittelböhmischen Geschlecht von Dražice. Seine Eltern waren Gregor von Dražice (Řehník z Dražic), Hofbeamter Ottokar II. Přemysls sowie Unterkämmerer der Königin, und Anna, geborene von Skyšice. Verwandtschaft bestand zum Prager Bischof Johann II. von Dražice. Die Mutter des Prager Bischofs Johann III. soll ebenfalls aus der Familie von Dražice stammen.
Johann ist erstmals 1274 als Benefiziat von Saaz und zugleich Domherr von Prag sowie Kanoniker des Vyšehrader Stifts belegt. Um 1287 wurde er zum Subdiakon geweiht.

### Bischof von Prag
Nach dem Tod des Prager Bischofs Gregor von Waldek wurde Johann zu dessen Nachfolger gewählt. Der Investitur durch König Wenzel II. folgte am 10. Dezember 1301 die Bischofsweihe durch den damaligen Basler Bischof und späteren Mainzer Erzbischof Peter von Aspelt, der das böhmische Kanzleramt bekleidete.
Nach dem Tod Wenzels III., dem letzten böhmischen König aus dem Geschlecht der Přemysliden, brach ein politischer Streit über die Thronnachfolge aus, an dem auch Johann beteiligt war. 1310 unterstützte er die Wahl Johanns von Luxemburg zum König von Böhmen. Nachfolgend kam er dem König mit bischöflichen Heeren bei den Belagerungen von Prag, Kuttenberg und anderen ostböhmischen Städten zu Hilfe. 1313 begleitete er den König zum Reichstag nach Nürnberg. 1315 ernannte ihn der König für einige Monate zum Landesverwalter.
Auch während der anhaltenden politischen Auseinandersetzungen widmete sich Johann seinen bischöflichen Aufgaben. Gegen den Widerstand des Adels erreichte er 1308 die volle bischöfliche Hoheit über die Pfarreien. Auf der Diözesansynode im August 1308 wurden Statuten erlassen, mit denen die Grundnormen des Kirchenrechts festgelegt wurden. Der Mainzer Erzbischof Peter von Aspelt visitierte in seiner Eigenschaft als Metropolit Johanns Diözese. Johann seinerseits visitierte die Benediktinerklöster seines Sprengels. In der Prager Altstadt veranlasste er den gotischen Umbau von St. Ägid und die Erweiterung des bischöflichen Hofs um das Wirtschaftsgebäude und um einen Steinturm.
1311–1312 nahm Johann am Konzil von Vienne teil und hielt nach der Rückkehr im Herbst 1312 eine Diözesansynode ab. In den nächsten Jahren geriet er in zahlreiche Streitigkeiten mit dem Adel und den Städten. Er wandte sich gegen die Auswüchse der Inquisition und die damit verbundenen Strafen und Verfolgungen durch die Dominikaner. Nachfolgend musste er sich deshalb gegen die Anschuldigungen der Bettelmönche wehren. Der Leitmeritzer Propst Heinrich von Schönburg (Jindřich ze Šumburka), der von Johann seines Amtes enthoben worden war, beschuldigte ihn 1316 beim Papst Johannes XXII., er habe angeklagte Ketzer geschützt. Wohl deshalb veranlasste der Papst 1318 die Errichtung des Amtes eines Inquisitors.

### Suspendierter Bischof
Am 1. April 1318 suspendierte der Papst aufgrund der Beschuldigungen Johann von seinem Bischofsamt. Gleichzeitig wurde eine Untersuchung eingeleitet und Johann vor die Kurie nach Avignon zitiert. Der fast 70-jährige Johann begab sich dorthin und wurde 1326 für unschuldig befunden. Während seiner Suspendierung wurde die Diözese von einem Weihbischof verwaltet und das Amt des Offizials eingerichtet. Erst 1329 konnte er nach Prag zurückkehren.

### Wieder im Amt
Schon von Avignon aus betrieb Johann die Wiederherstellung der bischöflichen Verwaltung und die Restitution der bischöflichen Güter. Nach der Rückkehr konnte er sich wieder den bischöflichen Aufgaben zuwenden. In einem Streit zwischen dem Pfarrklerus und den Bettelorden setzte er 1334 einen Domprediger aus dem weltlichen Klerus ein und entließ die bis dahin am Dom wirkenden Mendikanten.
Im Veitsdom ließ er das Grab des Heiligen Adalbert mit vergoldeten Reliefs schmücken und stiftete dem Prager Domkapitel drei neue Präbenden. Er berief die Augustinerchorherren nach Böhmen und gründete 1333, nachdem eine geplante Klostergründung in der Prager Altstadt nicht zustande kam, ein Augustinerkloster in der bischöflichen Stadt Raudnitz. Dem Kloster schenkte er wertvolle Handschriften, die er aus Avignon mitgebracht oder in Böhmen hatte schreiben lassen. Wenig später ließ er in Raudnitz ein Spital für Arme sowie eine Steinbrücke über die Elbe erbauen. Oberhalb von der Burg Dražice ließ er die Kirche der Heiligen Ludmilla errichten; 1334 erwarb er als bischöflichen Gut die Geiersburg. 
Johann war ein Förderer von Bildung und Kunst. Die von ihm angelegte Sammlung historischer Schriften blieb in der Bibliothek des Prager Metropolitankapitels erhalten. Er veranlasste die Weiterführung der Prager Chronik durch Franz von Prag. 
Für die damalige Zeit erreichte Johann ein hohes Lebensalter. Nach seinem Tod wurde er bei dem von seiner Familie gestifteten Silvester-Altar im Veitsdom bestattet.